# Christian Almer
Pour les articles homonymes, voir Almer.
Christian Almer, né le 29 mars 1826 à Grindelwald (Oberland bernois) et mort dans ce village le 17 mai 1898, est un guide de haute montagne suisse.
Il loua ses services en particulier à Edward Whymper, Adolphus Warburton Moore, Leslie Stephen, Gottlieb Samuel Studer, Francis Fox Tuckett et l'Américain William Auguste Coolidge.

## Biographie

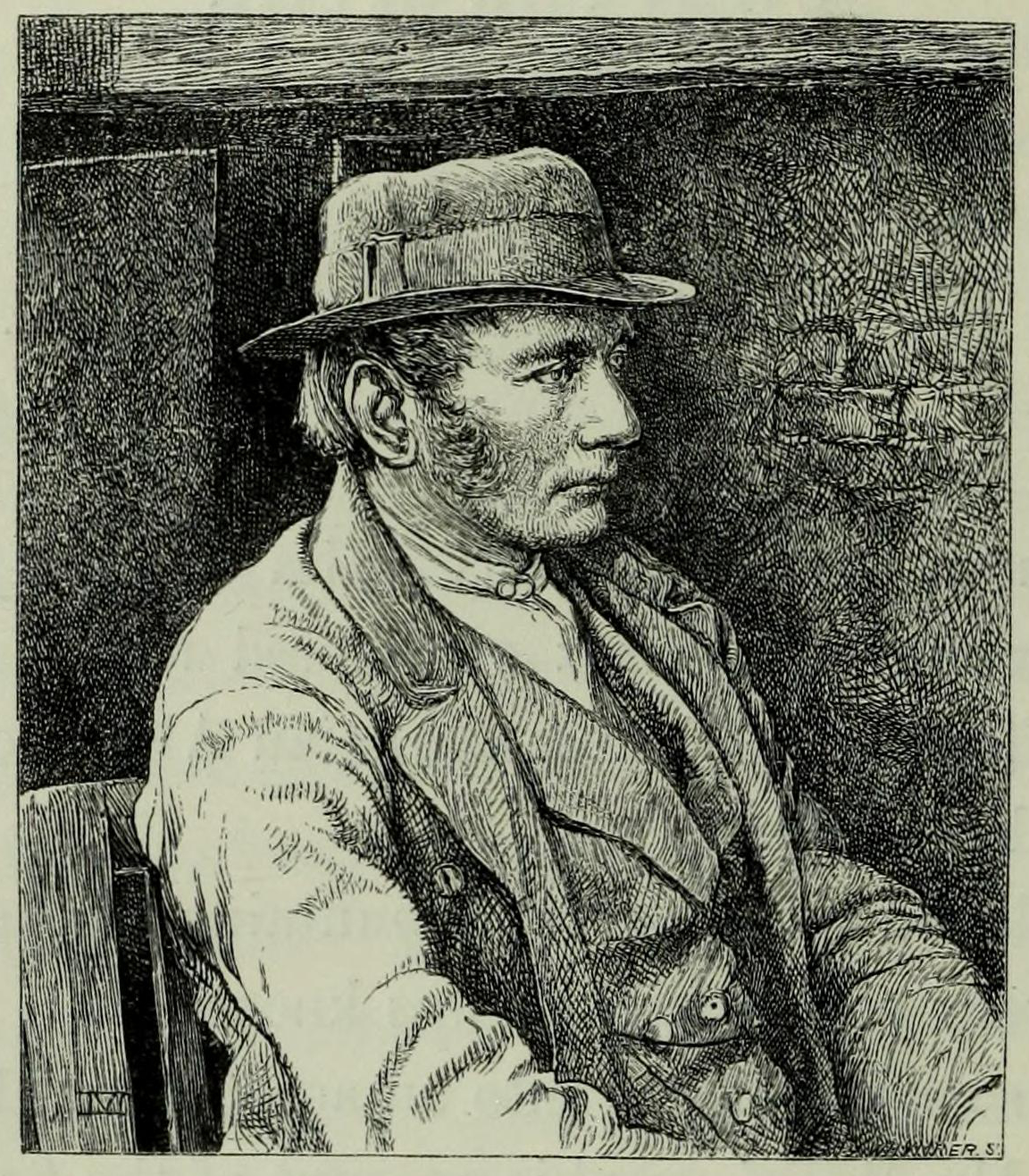
Christian Almer dans les années 1860 - gravure d'Edward Whymper

Christian Almer, né le 29 mars 1826 à Grindelwald, est le fils d'Ulrich Almer et de Katharina Grundeisen. Il épouse en 1846 Margaritha Kaufmann. Son fils Ulrich Almer (1849-1940) devient également guide et l'accompagne dans de nombreuses ascensions. En 1896, il fête ses noces d'or par une ascension du Wetterhorn avec sa femme, alors qu'ils avaient 70 et 71 ans,.
Berger, il commence à parcourir la montagne en chassant le chamois. Dans les années 1840, il propose ses services comme porteur aux quelques étrangers qui se risquent sur les glaciers. Son nom apparaît pour la première dans les registres de guide pour une tentative à la Jungfrau en 1851.
En 1854, il rattrape et dépasse avec Ulrich Kaufmann la cordée du britannique Alfred Wills et de ses guides, qui croyait faire la première ascension du Wetterhorn au-dessus de Grindelwald (la première avait été faite en 1845). Ils emmenaient un jeune sapin pour le planter au sommet comme un drapeau. Après avoir manqué d'en venir aux mains avec les guides chamoniards de Wills, ils s'associent et parviennent ensemble au sommet. Cette ascension, et le récit qu'en fit Wills dans Wandering among the high Alps, marque pour les Britanniques le début de l'âge d'or de l'alpinisme, dont Almer est en tant que guide, un des principaux protagonistes.
De 1857 à 1862, il mena plusieurs premières importantes dans l'Oberland bernois, dont celles du Mönch, de l'Eiger et du Gross Fiescherhorn.

### 1864-1865: des Écrins à la Verte avec Whymper

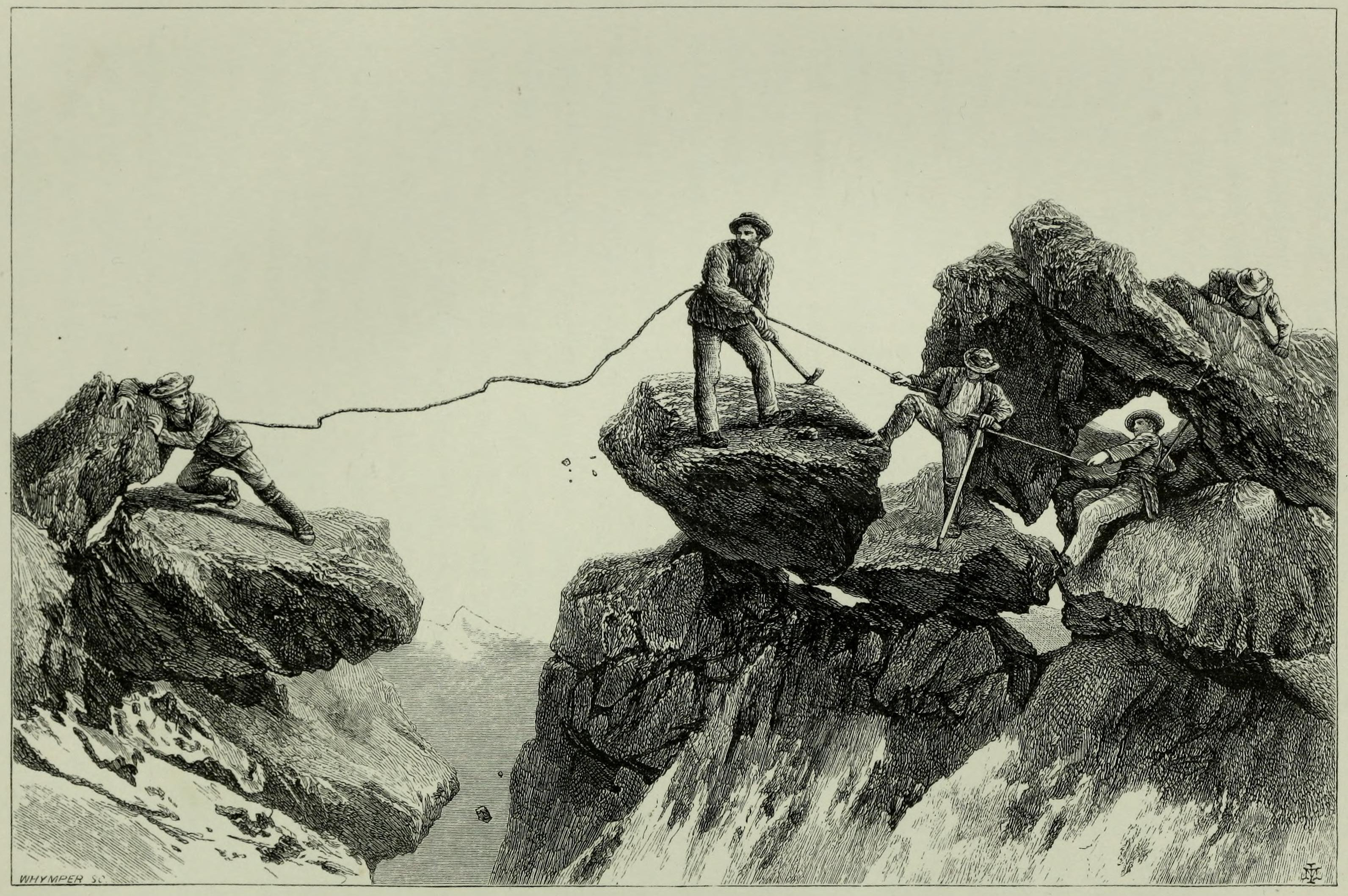
Le saut d'Almer (Almer's Leap) à la descente de la première ascension de la Barre des Écrins. Gravure d'Edward Whymper : « Il n'était pas possible de descendre, et nous devions s'il fallait absolument franchir cette brêche, sauter par-dessus pour retomber sur un bloc fort peu solide situé de l'autre côté. On décida de tenter l'aventure ; Almer allongea la corde qui le liait à nous et sauta ; le bloc vacilla au moment où il retomba dessus, mais il en étreignit un autre dans ses bras et s'y amarra solidement ».

#### La Barre des Écrins et le saut d'Almer
En 1864, Edward Whymper avec son guide Michel Croz s'associe avec A. W. Moore et Horace Walker, qui ont pris pour guide Christian Almer, afin de réaliser des premières dans les montagnes du Dauphiné, qui commencent à être explorées. « Réunir Croz et Almer était un vrai coup de maître. Tous deux étaient dans la force de l'âge, doués d'une force et d'une activité bien au-dessus de la moyenne ordinaire ; leur courage et leur expérience étaient également incontestables. Le caractère d'Almer était de ceux que rien ne saurait rebuter ; intrépide mais sûr, on le trouvait toujours plein de patience et d'obligeance. Ce qui lui manquait comme vivacité, comme élan, Croz qui à son tour était modéré par Almer, le possédait ».
Il réussirent ainsi le 25 juin la première ascension de la Barre des Écrins, point culminant du massif des Écrins. Ils empruntèrent un couloir à 50° dans le versant Nord (couloir Whymper), Croz et Almer se relayant pour tailler des marches avec leurs piolets (les crampons n'existaient pas). La redescente ne semblant pas praticable par le même chemin, ils repartirent par l'arête Ouest (voie normale actuelle), Almer prenant la tête et jouant un rôle déterminant en sautant une brêche qui semblait infranchissable et en taillant des marches jusqu'à la rimaye.

#### L'aiguille Verte
En 1865, Whymper engagea à nouveau Croz et Almer, avec le porteur Franz Biener. Ils réalisèrent tout d'abord en Valais la première ascension du Grand Cornier le 16 juin, et la troisième de la difficile dent Blanche, mettant plus de 10 heures pour les 700 m du versant sud-ouest. Le 21 juin, ils firent une tentative sur le Cervin, le grand problème du moment (c'est la septième tentative de Whymper), furent repoussés par des chutes de pierre. Whymper, souhaitait faire une nouvelle tentative, mais en fut dissuadé par ses guides, « Almer me dit même avec plus de logique que de politesse : « Pourquoi ne cherchez-vous pas à faire des ascensions possibles ? ». Ils partent alors pour le massif du Mont-Blanc, réussissant le 24 juin la première ascension des Grandes Jorasses, se contentant du sommet occidental (pointe Whymper, plus bas de 30 m que le point culminant, la pointe Walker), afin de mieux observer leur objectif principal, l'aiguille Verte.
Croz ayant un autre engagement, Almer fut le guide-chef pour l'ascension, réussie le 29 juin. Almer, que Whymper décrit comme « très taciturne en marche » s'écria en bas du couloir Whymper, clé de l'itinéraire : « Oh aiguille Verte, vous êtes morte, et bien morte ! ». De retour dans la vallée, Almer et Biener furent pris à partie par les guides de Chamonix, et leur réussite mise en doute, car Whymper n'avait engagé que des guides étrangers pour cette première prestigieuse et convoitée.
Ils retournèrent au Breuil faisant au passage la première traversée du col de Talèfre, et la première ascension de la Ruinette, à la descente de laquelle Almer et Whymper tombèrent dans une crevasse, retenus par Biener. Almer essaya à nouveau de dissuader Whymper : « Tout ce que vous voudrez, excepté le Cervin, cher monsieur, disait Almer ; j'irai n'importe où, excepté au Cervin ». Whymper s'associa finalement avec l'autre grand prétendant au Cervin, le guide Jean-Antoine Carrel (qui lui fit finalement faux-bond), et congédia Almer.
En 1871, Whymper (ayant finalement réussi le Cervin avec Croz, qui se tua à la descente) dit d'Almer dans Scrambles in the Alps : « Excepté Melchior Anderegg, il n'existe peut-être pas un autre guide dont l'expérience soit aussi vaste et dont les expéditions aient été couronnées d'un aussi invariable succès. ».

### Meta Brevoort et Coolidge

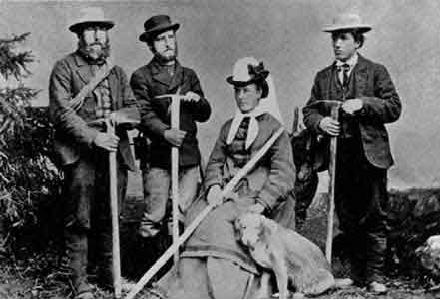
Le guide Christian Almer, avec son fils Ulrich Almer et leurs clients Meta Brevoort, William Auguste Coolidge et la chienne Tschingel, vers 1874

En 1868, il est engagé par l'Américaine Meta Brevoort qu'accompagne son jeune neveu William Auguste Coolidge. Il offrit à Coolidge, âgé de 17 ans, sa chienne Tschingel pour le consoler d'une tentative avortée à l'Eiger. Tschingel accompagna Coolidge dans de nombreuses ascensions, et devint, à titre honoraire, le seul membre féminin du très britannique et traditionaliste Alpine Club.
Après 17 ans d'association de 1868 à 1884, Coolidge fit l'éloge d'Almer qui ne pouvait plus continuer l'alpinisme à cause de la perte de ses orteils dans une ascension avec des touristes : « Inutile de dire que ce triste accident m'a affligé profondément, car le père Almer était devenu pour moi un ami aussi bien qu'un guide, et nous avons affronté tant de dangers ensemble que le lien entre nous était des plus étroits. Personne ne saura seulement la moitié de ce que je dois à Almer, dont la fidélité était au-dessus de toute épreuve et qui était réellement un guide hors ligne. c'est là une perte qui ne se peut réparer. »

### Les hivernales
Almer perdit plusieurs orteils lors de la première hivernale de la Jungfrau en 1884. À partir de ce moment il ne put continuer d’accompagner Coolidge, ce fut son fils qui prit la relève comme guide.

### Polémique
Après sa mort, Coolidge rédigea sa nécrologie, dans laquelle il accusa Whymper d'avoir inventé l'épisode fameux du « saut d'Almer » (Almer's leap) à la descente de la Barre des Écrins, raconté et illustré dans Scrambles in the Alps. Il s'ensuivit une polémique au sein de l'Alpine Club.

## Ascensions marquantes
- 15 août 1857 : première du Mönch, avec Siegismund Porges, Ulrich et Christian Kaufmann[22]
- 11 août 1858 : première de l'Eiger avec Charles Barrington et Peter Bohren[22]
- 23 juillet 1862 : première du Gross Fiescherhorn avec Adolphus Warburton Moore, H. B. Georges et Ulrich Kaufmann[22]
- 29 juillet 1863 : première de l'arête Sud-Est du Mönch avec R. J. S. MacDonald et Melchior Anderegg[22]
- 25 juin 1864 : première de la Barre des Écrins avec Edward Whymper, Adolphus Warburton Moore, Horace Walker et Michel Croz[22]
- 14 juin 1865 : première du Grand Cornier avec Edward Whymper, Michel Croz et Franz Biner[22]
- 24 juin 1865 : première des Grandes Jorasses (Pointe Whymper) avec Edward Whymper, Michel Croz et Franz Biner[22]
- 29 juin 1865 : première de l'aiguille Verte avec Edward Whymper, et Franz Biner[22]
- 31 juillet 1865 : première du Breithorn de Lauterbrunnenn avec Edmund von Fellenberg, J. J. Hornby, T. T. Philpott, Johann Bischoff, Peter Egger, Peter Inäbnit, Christian Lauener et Peter Michel[22]
- 6 août 1865 : première de la voie classique en face sud de la Jungfrau avec J. J. Hornby, T. T. Philpott, Johann Bischoff, J. J.Lauener et Ulrich Almer[22]
- 23 juin 1866 : première de l'arête Sud-Ouest du Piz Bernina, avec Francis Fox Tuckett, F. A. Y. Browne, et Franz Andenmatten[22]
- 18 septembre 1865 : première du Nesthorn avec H. B. Georges, C. D. Robertson et Ulrich Almer[22]
- 28 juin 1870 : première du Doigt de Dieu à la Meije avec Meta Brevoort, W.A.B. Coolidge, Ulrich Almer et Christian Gertsch
- 7 juillet 1870 : l'Ailefroide (massif des Écrins) avec W. A. B. Coolidge, Ulrich Almer et C. Gertsch[22]
- 14 juillet 1871 : première de l'arête Ouest-Sud-Ouest de l'Eiger avec Meta Brevoort, W. A. B. Coolidge, Ulrich Almer et C. Bohren[22]
- 11 août 1871 : première du versant Nord-Est du Weisshorn avec J. Hawthorn Kiston et Ulrich Almer[22]
- 11 juillet 1873 : première du Râteau avec Meta Brevoort, W. A. B. Coolidge, P. Beuer, P Michel et C. Roth[22]
- 17 juillet 1873 : première des Agneaux avec W. A. B. Coolidge et Christian Roth
- 19 juillet 1873 : première de la Grande Ruine avec Meta Brevoort, W. A. B. Coolidge, P. Beuer, P Michel et C. Roth[22]
- 2 juillet 1874 : première de l'arête Nord du mont Pourri avec Meta Brevoort et W. A. B. Coolidge
- 14 juillet 1874 : pic de la Grave avec W. A. B. Coolidge et R. Kauffman[23]
- 1874 : mont Turia (massif de la Vanoise)
- 2 juillet 1875 : Roche de la Muzelle avec W. A. B. Coolidge et Ulrich Almer[23]
- 4 juillet 1876 : première de l'aiguille des Arias avec W. A. B. Coolidge et Christian Almer fils[23]
- 16 juillet 1876 : sommet Ouest des Droites avec W. A. B. Coolidge et Christian Almer Fils[22]
- 15 août 1876 : première de l'arête Sud-Est du Täschhorn avec J. Jackson et Ulrich Almer[22]
- 21 juin 1877 : première du Rochail avec W. A. B. Coolidge et Christian Almer fils
- 28 juillet 1877 : première du sommet Nord de l'Olan avec W. A. B. Coolidge[22],[23]
- 2 juillet 1877 : première du Sirac avec W. A. B. Coolidge et Christian fils[23]
- 14 juillet 1877 : première du pic Coolidge avec W. A. B. Coolidge et Christian Almer fils[23]
- 10 juillet 1878 : seconde ascension de la Meije avec W. A. B. Coolidge et Christian Almer fils
- 14 juillet 1878 : première des Bans avec W. A. B. Coolidge et Christian Almer fils[23]
- 22 juillet 1878 : première de l'aiguille d'Arves méridionale avec W. A. B. Coolidge et Christian Almer fils[22]
- 23 juillet 1878 : première du Bec Nord de la Tête de Chat des aiguilles d'Arves avec W. A. B. Coolidge et Christian Almer fils[22]
- 19 juillet 1879 : première du Pavé avec W. A. B. Coolidge et Christian Almer fils[23]
- 29 juillet 1880 : première de la tête de la Gandolière avec W. A. B. Coolidge, F. Gardiner et Christian Almer fils[23]
- 18 avril 1879 : première de l'Argentera avec W. A. B. Coolidge et Christian Almer fils[22]
- 15 juillet 1881 : première ascension du couloir Coolidge au Pelvoux (voie normale actuelle) avec W. A. B. Coolidge et Christian Almer fils[22]
- 25 juillet 1881 : Visolotto avec W. A. B. Coolidge et Christian Almer fils
- 28 juillet 1881 : première de la face Nord-Est du mont Viso avec W. A. B. Coolidge et Christian Almer fils[22]
- 5 juillet 1894 : première de l'arête Ouest de l'Aletschhorn avec W. A. B. Coolidge, W. Larden, et R. Almer[22]